# Corycomima
Corycomima is een geslacht van rechtvleugeligen uit de familie sabelsprinkhanen (Tettigoniidae). De wetenschappelijke naam van dit geslacht is voor het eerst geldig gepubliceerd in 1896 door Karsch.

## Soorten
Het geslacht Corycomima  is monotypisch en omvat slechts de volgende soort:
- Corycomima camerata (Karsch, 1889)